# Otakar Vindyš
Otakar Vindyš (né le 9 avril 1884 - mort le 23 décembre 1949) est un joueur de hockey sur glace professionnel de Tchécoslovaquie médaillé olympique. Il est né et mort à Prague et évoluait au poste de défenseur.

## Carrière
Il est sportif toute sa jeunesse jouant au tennis dans le club du I. ČLTK Prague. Il passe un diplôme d'ingénieur pour pouvoir vivre et quand en 1902 son club de tennis ouvre une section de bandy il commence le hockey. Il change par la suite de club mais continue à pratiquer les deux sports au sein du SK Slavia Praha.
Il joue avec l'équipe de Bohême lors de la première compétition internationale, compétition un avant le premier championnat d'Europe. Le premier match de l'équipe a lieu en 1909 et oppose la Bohême à l'équipe de France à Chamonix. Les joueurs français gagnent alors sur le score de 8 buts à 1. Il inscrit un but lors de tournoi international lors d'une défaite 8-2 contre le Club des patineurs de Lausanne.
Vindyš évolue au sein de l'équipe de Bohême qui remporte le second championnat d'Europe en 1911 guidé par le capitaine de l'équipe, Jaroslav Jarkovský, auteur de 9 buts. Vindyš inscrit 2 des buts de son équipe. Auteur encore une fois de 2 buts, il aurait dû remporter l'édition suivante mais les résultats sont annulés en raison de tension et de défaut de qualification pour l'Autriche. En 1913, la Bohême finit à la seconde place du classement et il inscrit cette fois 4 buts avec l'équipe nationale.
Après la Première Guerre mondiale, il joue avec l'équipe de Tchécoslovaquie qui remporte la médaille de bronze au tournoi de hockey en 1920 à Anvers. Il fait alors partie de la première équipe participant à une compétition officielle et perd contre les Falcons de Winnipeg représentants du Canada sur la marque de 15 buts à 0. Le second match se solde également par une défaite de son pays avec une défaite 16-0 contre l'équipe des États-Unis. La première victoire de l'équipe vient contre les Suédois. La Tchécoslovaquie remporte le match 1 but à 0, but inscrit par Josef Šroubek.
Il participe par la suite à différentes éditions du championnat d'Europe puis à l'édition suivante des Jeux olympiques.

## Statistiques en équipe nationale
Vindyš joue 26 matchs avec la Bohême et la Tchécoslovaquie et inscrit 9 buts au total, participant aux compétitions suivantes :
| Année | Équipe          | Compétition             |   | PJ | B | A | Pts | Pun                               |  | Résultats |
| 1909  | Bohême          | Coupe Chamonix          |   | 1  |   |   |     | Dernière place                    |  |           |
| 1911  | Bohême          | Championnat d'Europe    | 3 | 2  | 0 | 2 |     | Médaille d'or                     |  |           |
| 1912  | Bohême          | Championnat d'Europe    | 2 | 2  | 0 | 2 |     | Médaille d'or (résultats annulés) |  |           |
| 1913  | Bohême          | Championnat d'Europe    | 2 | 4  | 0 | 4 |     | Médaille d'argent                 |  |           |
| 1920  | Tchécoslovaquie | Jeux olympiques d'été   | 3 | 0  | 0 | 0 |     | Médaille de bronze                |  |           |
| 1921  | Tchécoslovaquie | Championnat d'Europe    | 1 | 0  | 0 | 0 |     | Médaille d'argent                 |  |           |
| 1922  | Tchécoslovaquie | Championnat d'Europe    | 2 | 0  | 0 | 0 |     | Médaille d'or                     |  |           |
| 1923  | Tchécoslovaquie | Championnat d'Europe    | 4 | 0  | 0 | 0 |     | Médaille d'argent                 |  |           |
| 1924  | Tchécoslovaquie | Jeux olympiques d'hiver | 3 | 0  | 0 | 0 |     | Cinquième place                   |  |           |
| 1925  | Tchécoslovaquie | Championnat d'Europe    | 2 | 0  | 0 | 0 |     | Médaille d'or                     |  |           |